# NGC 2248
NGC 2248 је група звезда у сазвежђу Близанци која се налази на NGC листи објеката дубоког неба.
Деклинација објекта је + 26° 18' 21" а ректасцензија 6h 34m 35,3s. Привидна величина (магнитуда) објекта NGC 2248 износи 4,8.